# Atkinson (Nebraska)
Pour les articles homonymes, voir Atkinson.
La ville d’Atkinson est située dans le comté de Holt, dans l’État du Nebraska, aux États-Unis. Elle comptait 1 245 habitants lors du recensement de 2010.

## Source
- (en) Cet article est partiellement ou en totalité issu de l’article de Wikipédia en anglais intitulé « Atkinson, Nebraska » (voir la liste des auteurs).